# Affaire Olivier Grenouilleau
L'affaire Olivier Grenouilleau est une affaire médiatique française qui voit un collectif de Français ultramarins porter plainte en septembre 2005 contre les historiens Max Gallo et Olivier Grenouilleau, les accusant de violer la loi Taubira, qui classe la traite négrière atlantique dans les crimes contre l'humanité. Le second est particulièrement visé, pour des propos sur les « descendants d'esclaves », jugés provocateurs, dans Le Journal du dimanche. Dans les mois qui suivent, émergent des critiques de dirigeants politiques s'inquiétant d'un discours de repentance coloniale, thème qui va s'installer dans le débat politique pour la décennie entière et la suivante.
Les plaignants, menés par le chef d'entreprise Patrick Karam, l'écrivain Claude Ribbe et l'avocat Gilbert Collard, reprochent à Grenouilleau d'avoir attribué à la loi Taubira l'antisémitisme véhiculé depuis plusieurs mois par l'humoriste Dieudonné. Votée à l'unanimité par le Parlement en 2001, cette loi ne statue que sur la traite négrière atlantique et n'évoque pas la traite orientale que Grenouilleau présente comme injustement sous-estimée et supérieure en nombre, même si elle s'étend sur une période beaucoup plus longue.
Seul Patrick Karam a demandé aussi des sanctions académiques contre Olivier Grenouilleau, qu'il n'a pas obtenues. La plainte, elle, sera retirée en janvier 2006, après avoir été fustigée par la pétition « Liberté pour l'histoire », qui demande l'abolition des lois mémorielles, suscitant une autre pétition, menée par l'avocat Serge Klarsfeld, s'inquiétant pour la loi du 13 juillet 1990 pénalisant le négationnisme.
L'affaire démarre huit mois après le livre de synthèse bibliographique d'Olivier Grenouilleau, comparant et hiérarchisant, par des chiffres ensuite contestés dans leur présentation, les différentes traites négrières. Le débat se durcit, sur fond de procès contre Dieudonné, d'émeutes dans les banlieues françaises et d'une nouvelle loi mémorielle exigeant d'enseigner à l'école également les « aspects positifs de la colonisation », loi contestée par un Comité de vigilance face aux usages publics de l'histoire et deux pétitions, dont une des élus de l'outre-mer. Dans un climat d'effervescence locale, le ministre de l'Intérieur Nicolas Sarkozy annule son voyage en Martinique, où l'écrivain Aimé Césaire ne veut plus le rencontrer. Finalement, l'article de loi réclamant d'enseigner les aspects positifs de la colonisation est retiré, mais sans parvenir à apaiser le climat mémoriel, qui s'enflamme à nouveau en 2008 lors de la plus longue grève de l'histoire des Antilles françaises.

## Déroulement

### Les plaintes contre Max Gallo et la marqueBanania
Le 4 décembre 2004, Max Gallo est l'invité de Catherine Matausch dans le 12/14 de France 3 à l’occasion du bicentenaire du sacre de Napoléon dont il a publié une biographie en quatre volumes, qui n'accorde que quelques lignes allusives à l'expédition de Saint-Domingue qui, après un désastre militaire, a finalement échoué à rétablir l'esclavage dans cette île. La journaliste lui demande : « Quand on parle de Napoléon on n’évoque jamais cette décision de rétablir l’esclavage. Pourquoi ? » Il répond : « Cette tache, car c’est une tache réelle, est-ce que c’est un crime contre l’humanité, peut-être, je ne sais pas. Je crois qu’il a incarné en tout cas les valeurs révolutionnaires en dépit de tout ça. » Max Gallo avait déjà déclaré deux ans plus tôt : « Oui, Napoléon a rétabli l’esclavage aboli par la convention en 1794… mais pour le sens de l’histoire cela n’était pas important. »
Cette nouvelle déclaration met en colère le Collectif.dom (collectif des Antillais, Guyanais, Réunionnais et Mahorais), association apolitique et non subventionnée, fondée en avril 2003 par Patrick Karam, pour lutter contre les hausses des prix des billets d'avion entre Antilles et Métropole, qui jouera un rôle moteur et central dans l'affaire Grenouilleau. Le collectif demande aux réseaux de submerger la rédaction de France 3 de courriers, mails et appels téléphoniques, ce qui est signalé un peu plus tard dans une autre émission de la chaîne. Dans la foulée, il organise le 11 décembre une manifestation de plusieurs milliers de personnes à Paris qui proteste aussi contre les discriminations visant les Français originaires des DOM-TOM.
De plus, une autre association membre du Comité pour la mémoire de l'esclavage, le CM98, qui avait organisé la marche silencieuse du 23 mai 1998 en sa mémoire, porte plainte contre Max Gallo pour négation de crime contre l'humanité, sans faire allusion au livre d'Olivier Grenouilleau, publié pourtant quelques semaines plus tôt. La plainte sera déclarée irrecevable le 5 juillet 2006 par le tribunal de grande instance de Paris puis par la cour d'appel, rappelant que « la loi Taubira n’a pas créé d’incrimination spécifique destinée à protéger juridiquement » la reconnaissance de crime contre l'humanité. Plusieurs historiens reconnaissent que Max Gallo a effectivement minimisé le rétablissement de l’esclavage, « aveuglé par la lumière dégagée par son héros Napoléon », et lui-même va plus tard s'insurger à son tour contre Le Crime de Napoléon, livre littéraire et historique publié le 1er décembre 2005 aux éditions Privé par Claude Ribbe, responsable de la Commission culture du Collectif.dom.
Dans d'autres médias, le ton est alors à la critique de l'anticolonialisme, sur fond de préparation de la loi mémorielle de février 2005 sur la colonisation. Le magazine Marianne publie le 25 décembre 2004 un numéro spécial sur « la chute de l’empire français », violemment critiqué par l'AFASPA, association fondée par des scientifiques anticolonialistes, qui jugent que ce dossier a été abandonné à des historiens adeptes du « négationnisme colonial », Jacques Marseille et Jean Fremigacci, connus, selon l'historien et membre du collectif communiste pollex Francis Arzalier, pour contester l'ampleur de la répression française contre l'Insurrection malgache de 1947. Fin 2004 aussi, Science et Vie publie un hors-série sur « l’Algérie 1954-62, la dernière guerre des Français » avec un « discours introductif qui ressemble à ceux de l’OAS de 1960 », toujours selon Arzalier.
En attendant que la Justice tranche, Max Gallo accepte de s'excuser six semaines plus tard et le Collectif.dom attaque en justice peu après l'entreprise Nutrimaine, propriétaire du slogan « Y'a bon Banania », présent sur la célèbre poudre chocolatée, avec un tirailleur sénégalais arborant une chéchia rouge, en jugeant cette formule « contraire à l'ordre public en raison de son caractère raciste et de nature à porter atteinte à la dignité humaine » car elle véhicule l'image d'un Noir s'exprimant dans un langage primaire. Le slogan figurait encore, selon Patrick Karam, sur des produits dérivés. Le Collectif.dom porte plainte en mai et la société Nutrimaine accepte rapidement un protocole promettant de cesser d'utiliser directement ou indirectement, la formule « Y'a bon Banania » au plus tard le 6 septembre 2006.

### La pétition contre la loi du 23 février 2005 sur la colonisation
L'affaire Pétré-Grenouilleau éclate quelques semaines après une pétition lancée par des historiens contre l'article 4 de la loi du 23 février 2005, exigeant une place dans les programmes scolaires pour « le rôle positif de la colonisation ». Cette loi voulait contrebalancer l'article 2 de la loi Taubira de 2001, qui demandait aux écoles de faire de même pour les traites négrières et l'histoire de l'esclavage. Une partie des 1 038 professeurs et doctorants de toutes spécialités signataires de cette pétition « Colonisation, non à l'enseignement d'une histoire officielle », publiée le 25 mars 2005, dans Le Monde fondent le Comité de vigilance face aux usages publics de l'histoire.
Par ailleurs, deux des signataires, Claude Liauzu et le juriste Thierry Le Bars, rédigent une autre tribune, publiée cette fois dans L'Humanité du 10 mars 2005, qui est elle aussi contestée, car oubliant de préciser que les aspects « négatifs » de la colonisation devront toujours être enseignés, la loi de 2005 n'abrogeant pas la loi Taubira de 2001.
Après l'adoption de la loi du 23 février 2005, le débat se poursuit toute l'année sur la nécessité d'abroger son article 4. L' « effet pendulaire » de cet article, parce qu'il semble contester la loi Taubira, est redoublé par « l'affaire Pétré-Grenouilleau », qui se déroule au même moment. En réaction à cet article 4, le socialiste Serge Letchimy, successeur d'Aimé Césaire à la mairie de Fort-de-France, devient porte-parole d'un « Collectif contre la loi de la honte », fondé par la gauche martiniquaise, qui organise le 6 décembre une démonstration de force dans les rues de Fort-de-France,. À La Réunion, la députée Huguette Bello lance le 8 décembre une pétition pour abroger cet article 4 et revendique plus de 3 000 signataires,. Le ministre de l'Intérieur Nicolas Sarkozy, numéro deux du gouvernement, renonce alors à une visite en Martinique, sa rencontre avec Aimé Césaire étant annulée par ce dernier pour protester contre le maintien de l'article 4,, dont Sarkozy est jugé responsable,, et pour exiger son abrogation. La classe politique antillaise se tourne vers Chirac.
Les Antillais reprochent aussi au gouvernement de reporter depuis 2001 le choix d'un jour pour commémorer chaque année l'abolition de l'esclavage, prévu dans la loi Taubira, l'hésitation entre quatre dates possibles,, ne faisant qu'exposer les divisions nées du décret de 1983 instituant une journée chômée dont la date est variable selon les départements et territoires d’Outre-mer. La loi de 2005 a créé un Comité pour la Mémoire de l’esclavage, dont le premier rapport, publié lui aussi en retard, le 12 avril 2005, constate un retard français dans l’enseignement, la recherche et la culture sur les traites négrières et l’esclavage. Aux Antilles, l'impatience se conjugue avec un sentiment de stigmatisation des Français noirs lors des « affaires » Dieudonné, les émeutes des banlieues, les propos sur la «racaille» de Nicolas Sarkozy, et les polémiques médiatiques sur l'histoire de l'esclavage, selon un reportage dans Libération.

### Critique universitaire et sensationnalisme
Le livre d'Olivier Grenouilleau Les Traites négrières déclenche tout d'abord peu de réactions à sa sortie. Quelques semaines après, il obtient même un compte-rendu plutôt favorable de Claude Fohlen dans une revue spécialisée en février 2005. Ce sont, un peu plus tard, des articles de la presse grand public présentant avec sensationnalisme son approche consistant à dissocier les différentes traites pour les hiérarchiser, qui vont susciter à la fois enthousiasme et critiques.
Un premier article du Monde un an après la sortie du livre, s'il est favorable à Grenouilleau, n'en rappelle pas moins que les traites orientales et interafricaines restent mal connues, tributaires de représentations parcellaires, notamment pour les « traites intérieures », sur lesquelles les informations sont particulièrement lacunaires. Grenouilleau reconnaitra lui-même que les « données statistiques disponibles se fondent davantage sur une critique de sources de seconde main que sur des archives ».
Patrick Manning, une des principales sources de Grenouilleau, lui reprochera aussi d'avoir utilisé à contre-sens ses chiffres, pour opérer une dissociation entre traite inter-africaine et traite atlantique. L'Américain W.E.B. Dubois avait très tôt attiré l'attention des historiens sur les victimes collatérales du commerce négrier, « ceux qui sont morts plutôt que de se laisser capturer, ceux qui n’ont pas survécu aux conditions de détention et de transport, les enfants qui sont morts parce que leurs parents ont été capturés ». Ces mortalités interdépendantes ont contribué à la faible densité moyenne de l’Afrique subsaharienne, qui était encore au milieu du XXe siècle quinze fois inférieure à celles de l’Europe ou de l’Inde.
La hiérarchisation des traites par Grenouilleau va de pair avec l'affirmation que la traite orientale serait restée occultée voire « taboue ». Il étaie cette affirmation par l'analyse de Marc Ferro en 1981, écrivant à propos d'un livre de quatrième utilisé en Afrique francophone que « La main a tremblé, une fois de plus, dès qu'il s'agit d'évoquer les crimes commis par les Arabes […] alors que l'inventaire des crimes commis par les Européens occupe, pour sa part, et à juste titre, des pages entières… »,.

### Polémiques autour des propos de Dieudonné
Quatre mois après la sortie de son livre, Olivier Petre-Grenouilleau écrit dans Le Monde du 5 mars un article dénonçant les « élucubrations d'un Dieudonné, relatives aux rapports entre traite des Noirs et Shoah ». L'humoriste, qui affirmait avoir été victime, le 1er mars, d'une agression par trois « extrémistes sionistes », lui ayant fêlé une côte sur un parking d'Antilles-Télévision en Martinique, avait considéré comme symbolique le fait qu'elle ait eu lieu sur une île qui a connu l'esclavage,. Dans le même numéro du Monde du 5 mars 2005, l'historien Gilles Manceron rappelle les quatre déclarations en un an de l'humoriste accusant à tort les Juifs d'être responsables des traites négrières, en démontrant qu'elles n'ont aucun fondement, tout en déconseillant les appels aux tribunaux, les interdictions et agressions visant ses spectacles, pour ne pas lui permettre « d'apparaître comme une victime » et parce qu'il revient d'abord aux historiens « de dire que ses délires sont des élucubrations dangereuses ».
Ces élucubrations sont infondées « car les juifs ne sont nullement "responsables" des traites négrières » rappelle brièvement le texte de Grenouilleau, en enchaînant sans transition sur une dénonciation, plus générale, des « errements d'une certaine gauche tiers-mondiste », citant le journaliste et historien communiste Yves Benot, spécialiste de la colonisation en Algérie, décédé quelques semaines plus tôt, puis reprochant un peu plus loin aux pays africains une « approche moralisante » de la traite négrière, en estimant qu'au « poncif raciste blanc – l'Occident civilisé face aux sauvages noirs – a succédé l'image tout aussi déformée de bourreaux uniquement blancs face à des Noirs uniquement victimes ». Le numéro suivant du Monde est consacré à un dossier sur le sujet, où Olivier Grenouilleau s'exprime à nouveau. Le journal reprend à son compte sa comparaison entre traites négrières, sans préciser la période et la source, mais en évitant les estimations modélisées sur la traite interne à l'Afrique.
Le même jour, le philosophe Alain Finkielkraut ironise sur l'assistanat dont vivrait le public antillais de Dieudonné, dans son émission hebdomadaire sur RCJ, radio proche des institutions communautaires juives, suscitant une « bordée de mails, coups de téléphone et courriers d'auditeurs indignés » et la colère du professeur guadeloupéen Jacky Dahomay, membre du Haut Conseil à l'intégration. À la demande de RCJ, Alain Finkielkraut accepte de modérer ses propos dans l'émission suivante. Le Monde reçoit aussi de nombreux courriers de lecteurs indignés et en publie.
Le 28 mars, c'est Dieudonné, qui sur l'antenne de Beur FM, lance une rumeur, historiquement fausse, prétendant que le Code noir avait interdit l'esclavage aux juifs, car « ils en avaient le monopole (…) pour y introduire une dimension chrétienne » afin de protéger les esclaves de leurs supposés excès.
En mai 2005, Olivier Grenouilleau évoque à nouveau le cas d'Yves Benot, cette fois dans une revue spécialisée, par un compte-rendu élogieux d'un de ses livres, publié deux ans plus tôt. Grenouilleau y commente les motivations de l'expédition de Saint-Domingue opérée par Bonaparte en 1801-1803 pour y rétablir l'esclavage, sujet sensible déjà abordé dans la plainte du collectif des Antillais contre Max Gallo. L'article évoque, brièvement aussi, pour les minorer, les conséquences économiques pour Haïti de l’ordonnance de 1825 fixant l'indemnité aux ex-colons, en échange d'un débouché en Métropole pour le café haïtien.
Olivier Grenouilleau reviendra au début 2006 sur une autre publication d'Yves Benot, entièrement consacrée au XVIIIe siècle, dans un court article du Monde, qui oblique rapidement vers un aperçu général de l'historiographie française de l'esclavage, suggérant que celle-ci aurait de tout temps négligé la traite intérieure africaine, car les premiers à étudier les traites négrières en général, au XVIIIe siècle, étaient des abolitionnistes ou militants de gauche et d'extrême-gauche, l'article passant sous silence les travaux d'historiens sur la traite intérieure africaine dans les années 1970, présentés comme évoquant seulement la traite atlantique[réf. nécessaire].
Dans un autre article de mai 2005, tout en assurant que « le prix des esclaves n’a pas cessé de monter jusqu’au début du XIXe siècle », tout comme les effectifs de la traite intérieure africaine, l'historien insiste sur sa théorie voulant que l'offre de captifs africains ait joué un rôle au moins aussi important que la demande dans l'histoire de l'esclavage, hypothèse qu'il estime injustement minorée par une « lecture européocentrique » des historiens. Plaidant pour que l'expression Commerce triangulaire soit remplacée par « traites négrières », il évoque la « rapidité de la réponse africaine à la demande occidentale » à la fin du XVIIe siècle, sans mentionner l'expansion de la culture sucrière[réf. nécessaire] mais plutôt « une longue période d’instabilité politique et de conflits militaires, donc de production de captifs » en zone subsaharienne qui aurait permis d'offrir « aux marchands occidentaux et orientaux des captifs que ceux-ci ne pouvaient « produire » eux-mêmes ».

### Les ventes aux enchères de documents historiques contestées
Au même moment, le Collectif des filles et fils d'Africains déportés (Coffad), est dirigé par la chanteuse martiniquaise Joby Valente, amie de Dieudonné, et sa suppléante aux législatives de 2002 à Sarcelles. Ses conférences de presse, au Théâtre de la Main d'Or, géré depuis 1999 par Dieudonné, réclament la préemption par l'État des documents historiques liés à l'esclavage, afin d'assurer qu'ils iront à la recherche. Dès le 24 janvier 2005, le juge des référés de Lyon a débouté le Coffad, qui réclamait la saisie de 240 lettres d'une plantation du XVIIIe siècle, vendues aux enchères, puis vu son appel rejeté le 18 avril 2006.
Le Coffad a aussi contesté en justice la vente d'un autre lot, 240 lettres provenant d'une plantation « ayant employé des esclaves entre 1837-1841 en Guadeloupe » et fait la même demande peu avant pour des documents sur l'esclavage à la Réunion aux XVIIe et XIXe siècles. « Ce sont nos ancêtres que l'on remet aux enchères », dénonce à l'AFP Joby Valente, devant une vingtaine de militants présents, le Coffad expliquant que ces ventes l'obligeaient à s'organiser pour prévenir "des risques de violence". Une autre association négocie avec le ministère de la culture pour qu'il exerce son droit de préemption, ce qui sera obtenu.

### Les réactions à l'interview du 12 juin 2005 auJDD
Le 11 juin 2005, Olivier Pétré-Grenouilleau reçoit le Prix du Sénat du livre d'histoire et accorde une interview publiée le lendemain dans Le Journal du dimanche. À une nouvelle question sur « l'antisémitisme véhiculé par Dieudonné », il répond que « cela dépasse le cas Dieudonné », et concerne plus largement les communautés noires, en estimant que la rumeur accusant les Juifs d'avoir été les principaux négriers est « née dans la communauté noire américaine des années 1970 » et qu'elle aurait rebondi trois décennies plus tard en France à cause « de la loi Taubira qui considère la traite des Noirs par les Européens comme un « crime contre l’humanité », incluant de ce fait une comparaison avec la Shoah. Les traites négrières ne sont pas des génocides. La traite n’avait pas pour but d’exterminer un peuple »,.
L'interview dans le JDD déclenche la colère de l'essayiste, romancier et auteur dramatique Claude Ribbe, qui est alors en train d'écrire Le crime de Napoléon, dénonçant le rétablissement de l'esclavage en France entre 1802 et 1845. Dans une lettre diffusée aux réseaux antillais dès le lendemain, il accuse Grenouilleau d'aller « jusqu’à ironiser en laissant entendre que les descendants d’esclaves antillais ne sont peut-être que des descendants de négriers africains ». Dans l'interview, Christian Sauvage, rédacteur en chef du JDD, avait rappelé que beaucoup d'artistes et d'intellectuels se disent « descendants d'esclaves » et Olivier Grenouilleau répondu que « cela renvoie à un choix identitaire, pas à la réalité. Les Antillais, par exemple, ont été libérés en 1848. Mais si l'on remonte en amont, vers l'Afrique, on peut aussi dire que les ancêtres de leurs ancêtres ont été soit des hommes libres, soit des esclaves, soit des négriers »,,.
Le jour où parait l'interview, le Collectif.dom, déjà engagé depuis décembre dans une plainte contre Max Gallo, et conseillé par l'avocat Gilbert Collard, évoque la possibilité de porter plainte aussi contre Grenouilleau, également pour négation de crime contre l'humanité, en vertu de la loi française no 2001-434 du 23 mai 2001, « tendant à la reconnaissance de la traite et de l'esclavage en tant que crime contre l'humanité ». Ce n'est que plus tard que la jurisprudence d'une Cour d'appel démontrera que cette loi ne permet pas de le faire.
Dans ses textes, rédigé par Patrick Karam, le Collectif rappelle que Max Gallo s'est excusé et liste quatre reproches à Olivier Grenouilleau. Le premier est d'avoir considéré que les traites négrières ne sont pas des génocides, en les ramenant à un « banal expédient économique »,. Le deuxième est de s'être posé en « censeur de la représentation nationale » en déclarant que la loi Taubira, votée à l'unanimité en 2001, « posait problème », et d'avoir « insinué que cette loi est responsable de l’antisémitisme ». Sa phrase « il n’y a pas d’échelle de Richter des souffrances » est dénoncée comme « un étrange rapprochement qui suscite la concurrence victimaire et ne peut que déclencher les haines entre les communautés ». Enfin, Olivier Pétré Grenouilleau fut accusé de « nier la réalité de l'existence de descendants d'esclaves », le collectif reprenant l'accusation d'avoir ironisé sur le sujet,. « La division entre Africains et Antillais est savamment entretenue », déclare alors le journaliste guadeloupéen Stéphane Pocrain, ex-porte-parole des Verts.
Dans la foulée, plusieurs actions sont menées par diverses associations. Le 16 juin 2005, une conférence de presse à l'Assemblée nationale réunit Gilbert Collard, Éric Jalton, député de la Guadeloupe, Anne-Marie Payet, sénatrice de la Réunion, et Claude Ribbe, responsable du secteur culturel au Collectif.dom. Aucun reproche du collectif n'est lié au livre de Grenouilleau, mais il exige une condamnation en justice et une sanction académique, ou le retrait du Prix du Sénat du livre d'histoire. Malgré ces demandes ou grâce à elles, le livre reçoit aussi un peu plus tard, la même année, le Prix Chateaubriand du Conseil départemental des Hauts-de-Seine, récompensant les livres portant sur la période où vécut Chateaubriand, qui fut lui-même négrier, ou sur les sujets que lui-même avait traités. Un troisième prix, créé par l'Académie française, sera décerné 13 ans plus tard au livre d'Olivier Pétré-Grenouilleau qui, dans L'Expansion du 29 juin 2005, a pris soin d'atténuer ses propos du 12 juin, en soulignant d’emblée que « le caractère abominable de la traite n’est pas corrélé aux chiffres ».
Pour le Comité de vigilance face aux usages publics de l'histoire, la position d'Olivier Grenouilleau est « fondée sur une approche manifestement erronée de la notion de crime contre l’humanité ». Celui-ci prend cependant la défense de Grenouileau contre les attaques qu'il subit sur Internet après l'interview.
L'historienne Catherine Coquery-Vidrovitch estime qu'il est « plus qu’inadmissible » de porter plainte contre Grenouilleau, mais rappelle que « les camps d’extermination nazis étaient aussi des camps de travail » et la mortalité des esclaves noirs au XVIIIe siècle proche de « 20% par an par endroits, avec évidemment des chiffres variables et discutés », ne baissant fortement qu'après l'interdiction en 1807 de la traite, qui anéantissait 15% en moyenne des passagers selon d'autres historiens. « La seule culture du sucre abrège de moitié leur existence », soulignaient déjà les écrits abolitionnistes du XVIIIe siècle, compte-tenu de l'épuisement rapide des jeunes esclaves causé par l'organisation violente de ce travail et leur espérance de vie particulièrement faible à Saint-Domingue, premier producteur de sucre mondial au XVIIIe siècle.
Christine Chivallon, elle, s’interroge sur la signification de l’ouvrage d’Olivier Pétré-Grenouilleau qui est, selon elle, « tendu vers la banalisation ou la minorisation du projet contenu dans l’entreprise négrière et esclavagiste européenne. ».

### La plainte de septembre 2005 et l'appel à suspendre l'historien de ses fonctions
Finalement, trois associations, parmi lesquelles le Collectif des filles et fils d'Africains déportés, portent plainte en septembre 2005 contre Olivier Grenouilleau pour « apologie de crime contre l'humanité » et « diffamation publique raciale ». Une autre association, le Collectif des Antillais, Guyanais et Réunionnais, réclame au civil des dommages et intérêts.
La procédure vise l'entretien accordé au JDD, deux mois plus tôt, en juin 2005, et le mouvement mené par Patrick Karam, futur vice-président UMP de la région Île-de-France, qui avait fondé en février 2003 le Collectif des Antillais, Guyanais, Réunionnais et Mahorais, puis rédigé en 2004 pour ce collectif le rapport Français d’outre-mer : Dossier sur une discrimination occultée. Soucieux d'assurer le fondement de la loi Taubira de 2001, le plaignant souhaite la « sécuriser », selon le mot de Patrick Karam. La plainte est déposée sous l'influence de Claude Ribbe.
Le climat s'envenime assez vite. Le collectif, en plus de porter plainte, va jusqu'à réclamer qu'Olivier Grenouilleau « soit suspendu de ses fonctions universitaires pour révisionnisme ». La députée du PRG, Christiane Taubira, rapporteuse de la loi de 2001, aurait estimé qu'Olivier Grenouilleau, professeur d'université, « payé par l'Éducation nationale sur fonds publics », puisse enseigner ses « thèses » aux étudiants pose un « vrai problème » selon un article de L'Express paru deux ans après et ne citant aucune source.
Ces propos suscitent une émotion chez les historiens, par ailleurs sensibles au « déluge d’insultes sur le Web ». Olivier Grenouilleau est alors défendu par de nombreux historiens, notamment dans une tribune publiée par le journal Libération.

### Les pétitions de décembre 2005

#### La pétition «Liberté pour l'histoire»
Entre-temps, abondamment relayée dans les médias, la riposte des historiens se manifeste par une pétition, qui s'indigne de la plainte en justice. Cette pétition, lancée le 12 décembre 2005, exige l'abrogation des principales dispositions de la loi « reconnaissant la traite négrière et l'esclavage comme un crime contre l'humanité », dite loi Taubira du 21 mai 2001. Plusieurs de ces historiens étaient déjà mobilisés contre celles-ci. Une autre pétition d'historiens, dès avril 2005, s'était indignée contre l'ajout d'une nouvelle loi, votée le 23 février 2005, demandant que les livres scolaires reconnaissent les aspects positifs de la colonisation.
La pétition du 12 décembre 2005 demande la suppression de plusieurs articles de cette dernière loi et des autres qui répriment le négationnisme, ou reconnaissant le génocide arménien. Elle dénonce « les interventions politiques de plus en plus fréquentes dans l'appréciation des événements du passé » et « les procédures judiciaires touchant des historiens ». Ils sont d'abord 19 à se mobiliser. Puis une association intitulée Liberté pour l'histoire !, présidée par René Rémond, se crée dans le sillage de la pétition, qui au total reçoit le soutien de près de 600 enseignants et chercheurs. Ses statuts assurent qu'elle vise avant tout à « défendre la liberté d'expression des historiens contre les interventions politiques et les pressions idéologiques de toute nature et de toute origine ». Parmi les membres les plus connus dans les grands médias, Alain Decaux, Alain Besançon, Jean-Claude Casanova, Stéphane Courtois, Max Gallo, Emmanuel Le Roy Ladurie, Pierre Nora et Michel Winock. Ces historiens pensaient que leurs préconisations ne seraient pas suivies d'effet, mais Jacques Chirac lance dès le 9 décembre une « mission pluraliste pour évaluer l'action du Parlement dans les domaines de la mémoire et de l'histoire », confiée au président de l'Assemblée nationale, Jean-Louis Debré.
L'historien Gérard Noiriel, animateur de la première pétition contre la loi du 23 février, dénonce cette nouvelle pétition qui « ne fait qu'aggraver la confusion entre histoire et mémoire » et estime qu'il « n'appartient pas aux historiens de régenter la mémoire collective ». Les signataires des deux textes ne sont souvent pas les mêmes, feront remarquer les observateurs. Les pétitionnaires de « Liberté pour l'histoire ! » répondent fin janvier 2006 qu'« aucun d'entre eux n'a jamais prétendu que l'histoire était la propriété exclusive des historiens ».

#### La pétition «Ne mélangeons pas tout»
Critiquant également l'association et la pétition « Liberté pour l'histoire », 31 personnalités dont Serge Klarsfeld, Claude Lanzmann et Yves Ternon, ont signé le 20 décembre une lettre ouverte intitulée « Ne mélangeons pas tout », qui s'oppose à la suppression de la loi du 13 juillet 1990 dite loi Gayssot et rappelle que « la loi du 29 janvier 2001 ne dit pas l’histoire. Elle prend acte d’un fait établi par les historiens – le génocide des Arméniens – et s’oppose publiquement à un négationnisme d’État puissant, pervers et sophistiqué ».
Ce collectif souligne que « Le législateur ne s’est pas immiscé sur le territoire de l’historien. Il s’y est adossé pour limiter les dénis afférents à ces sujets historiques très spécifiques, qui comportent une dimension criminelle, et qui font en tant que tels l’objet de tentatives politiques de travestissements ».
Le Comité de vigilance face aux usages publics de l'histoire (CVUH), animateur de la première pétition de défense des historiens en date du 25 mars 2005, formule des critiques du même type, affirmant notamment que « le Front national a d'ailleurs immédiatement saisi l'occasion de cette proclamation d'une « liberté de l'histoire » pour exiger à nouveau l'abrogation [de] la loi Gayssot ». Le 20 octobre 2008, France 3, dans l'émission Ce soir (ou jamais !), consacrée aux Lois mémorielles, le président de l'association Liberté pour l'histoire, Pierre Nora, annonce que « Liberté pour l'histoire » ne demande plus d'abroger la loi Gayssot.

### Le retrait de la plainte en février 2006
La plainte de Patrick Karam est retirée en février 2006 Pour Le Monde, « perçue comme une menace pour l'exercice du métier d'historien et, plus généralement, pour la liberté d'expression, ce combat du collectif DOM était devenu de plus en plus contre-productif ». Pour justifier cette décision, Patrick Karam évoque un « rouleau compresseur » médiatique ainsi que les « pressions des partis et de l'intelligentsia », affirmant que sa plainte n'était « pas comprise par la société française » et qu'il ne voulait pas « se retrouver en confrontation avec elle ».
Olivier Grenouilleau, lui, décide de refuser toute intervention dans la presse et affiche une posture volontairement moins médiatique en citant Bourdieu: « Le bien ne fait pas de bruit, le bruit ne fait pas de bien ». Il rappelle à cette occasion que l'histoire de la traite négrière, en France, « jusqu'à ces derniers mois, (…) n'intéressait pas grand monde. C'était un problème de spécialistes », et déplore surtout avoir été traité de « complice des négriers », quand ce n'était pas carrément de « négationniste », sur le site du collectif DOM.

## Contexte de l'affaire

### Contexte mémoriel, sociologique et politique

#### La loi Taubira, au point mort depuis 4 ans
Le 23 mai 1998 à Paris, une marche silencieuse réunit 40 000 personnes à l'appel du « Comité Marche du 23 mai 1998 » (CM98), qui déplore le peu de commémoration du 150e anniversaire de l'abolition de l'esclavage en France et jouera un rôle dans les plaintes de 2005 contre Olivier Pétré-Grenouilleau et Max Gallo. Le 31 mars 1998 puis le 7 juillet 1998, le Parti communiste français dépose trois proposition de loi, via Bernard Birsinger, suppléant du ministre des transports Jean-Claude Gayssot, puis des députés de la Réunion Huguette Bello, Élie Hoarau, et Claude Hoarau. Toutes trois sont rejetées. Les deux premières sont seulement commémoratives, mais la dernière « tend à la reconnaissance de la traite et de l'esclavage en tant que crime contre l'humanité ». Le 18 février 1999, une quatrième est proposée par Christiane Taubira, députée apparentée PS de la Guyane, mais son texte n'est ni discuté, ni adopté.
Les différentes propositions de loi sont fusionnées et Christiane Taubira devient rapporteur de l'ensemble. Elle donne finalement son nom à la loi tendant à la reconnaissance de la traite et de l'esclavage en tant que crime contre l'humanité, votée le 10 mai 2001 à l'unanimité par l'Assemblée. La loi de 2001 reconnaît comme crimes contre l'humanité la traite négrière transatlantique et l'esclavage. Elle prévoit que les programmes scolaires en parlent, le développement des recherches scientifiques s'y rapportant, l'historienne Françoise Vergès soulignant qu'il n'existe toujours pas de chaire d'histoire coloniale en France.
Selon Christiane Taubira, la loi « est presque passée inaperçue » en 2001 en Métropole, où elle ne sera évoquée « qu'en 2005, depuis que Dieudonné s'en est saisi », ce dernier faisant face à la première plainte en Justice le visant, le 10 février 2004, pour une plaisanterie sur le conflit israélo-palestinien.

#### Une loi et une vague de livres sur la mémoire coloniale
La publication du livre de 2004 précède de quelques semaines l'appel des Indigènes de la République et la loi mémorielle du 23 février 2005, avec son amendement demandant d'enseigner les aspects positifs de la colonisation, qui vise l'électorat des rapatriés d'Algérie[réf. nécessaire]. Ces événements vont faciliter sa promotion médiatique, plusieurs mois après sa sortie, parfois interprétée comme s'inscrivant dans une première vague de publications dénonçant la « repentance anticoloniale », comme ceux de Jacques Marseille, auteur de l'Empire colonial et capitalisme français. Histoire d’un divorce, en 1984, dont la réédition, également fin 2004, a rapidement obtenu le Prix des Ambassadeurs 2005, et celui au même moment de son ex-élève Daniel Lefeuvre, spécialiste de l'économie coloniale en Algérie, estimant que cette dernière a plus coûté qu'elle n'a rapporté. En 2006, Olivier Grenouilleau lui consacrera dans Le Monde une tribune enthousiaste. Tout en reconnaissant que la « nébuleuse repentante » est dans le livre de Daniel Lefeuvre « plus mise en avant que présentée », il le juge « utile, courageux, et pensé avec civisme », et estime que « les problèmes de racisme sont désormais plus liés à la culture qu'à l'apparence physique ou à un héritage colonial », et que le nier, « c'est se condamner à ignorer leurs vraies racines, à ne pouvoir les soigner, et, finalement, à créer une France de l'Apartheid ». Parmi les rares auteurs cités nommément dans le livre, Catherine Coquery-Vidrovitch, qui avait critiqué Grenouilleau neuf mois plus tôt dans une lettre à la Société d’Histoire moderne, puis le livre de Lefeuvre sur la notion de « repentance coloniale », dont elle rejette catégoriquement la validité scientifique en rappelant qu'il s'agit d'un anglicisme, utilisé maladroitement en estimant qu'il évoque la demande de réparations financières présentée par des nations africaines à la conférence de Durban de 2003.

#### Le sentiment des Antillais vivant en Métropole
L'écrivain antillais Claude Ribbe, actif dans les poursuites contre Olivier Grenouilleau, préside aussi l'association des amis du général Thomas Alexandre Dumas, père de l'écrivain Alexandre Dumas et héros de la Révolution française, commandant en chef de l'armée des Alpes. Dès juin 2002, Claude Ribbe obtient que Bertrand Delanoë, maire de Paris, désigne le plasticien Driss Sans-Arcidet pour réaliser un monument à sa mémoire de ce général métis, ex-esclave et fils d'une esclave de Saint-Domingue, victime de discriminations de la part de Bonaparte qui prit en 1802 un arrêté bannissant « tout officier ou soldat de couleur - même réformé - de Paris et de ses alentours ».
Selon l'historien Marc Ferro, qui a voté en faveur du livre de Grenouilleau au sein du jury du Prix du livre d'histoire du Sénat, « la réinterprétation de l’histoire de l’esclavage et de la traite française des Noirs » a pris l'allure d'un « thème dramatique et essentiel » du « rattachement à la formation de la France » pour beaucoup de Français originaires des Antilles « du fait des aléas du logement ou des métiers choisis dans les villes métropolitaines » qui les a placés dans « un processus d’africanisation qui les assimile à des immigrés africains » alors qu'une partie des antillais anglophones vivent eux depuis des décennies dans des pays indépendants.

#### La tension du début 2005: déclarations de Dieudonné et lancement de l'indigénisme

##### Les déclarations de Dieudonné
L'affaire Olivier Grenouilleau émerge en plein lancement de l'indigénisme en France et l'évolution de l'humoriste Dieudonné, encore en pleine ascension, qui radicalise son discours sur le conflit israélo-palestinien et voit ses spectacles interdits, puis reproche deux fois en un an aux juifs d'être liés aux Traites négrières, à chaque fois après des manifestations violentes contre lui.
Début 2004, les villes de Roanne, Bourg-lès-Valence, Voiron, Aix et Deauville interdisent ses spectacles car il est accusé d'avoir associé le salut hitlérien à la politique israélienne d'Ariel Sharon dans l'émission de Marc-Olivier Fogiel, en décembre 2003. Il est autorisé à présenter son spectacle par le tribunal administratif de Lyon. Le surlendemain, Dieudonné déclare au Journal du dimanche « ceux qui m’attaquent ont fondé des empires et des fortunes sur la traite des Noirs et l’esclavage ».

##### Le lancement de l'indigénisme
Entre-temps a été lancé l'appel des "Indigènes de la République" le 19 janvier 2005 tandis qu'est débattue au Parlement la future loi mémorielle du 23 février 2005 et son amendement insistant sur les aspects positifs de la colonisation. Issu du « choix de militants musulmans d'investir le champ des frustrations mémorielles après l'échec de leur mobilisation » contre la la loi interdisant le port ostensible de signes religieux à l'école, votée à une large majorité, cet appel a « été rejeté par les associations et partis de gauche qui dénoncent ses relents communautaristes », note Le Monde, en observant « l'irruption du thème de la mémoire dans le débat sur l'intégration des immigrés ».
La presse de gauche militante observe la brutalité des assertions de l'Appel de janvier 2005 prétendant que « la France reste un État colonial »,, mais se montre complaisante quand les associations "indigénistes" s'attribuent aussi la reconnaissance du massacre du 17 octobre 1961.

### Contexte historiographique

#### Les deux premiers livres de Pétré-Grenouilleau sur la traite esclavagiste
Un an après l'obtention de sa thèse d'histoire sur le milieu négrier nantais, Olivier Grenouilleau devient Maître de Conférences en 1995 à l'Université de Lorient, puis Professeur des Universités en 1999. En dehors de courts ouvrages de vulgarisation, il a d'abord publié deux livres de recherches sur la traite négrière, le premier reprenant en 1996 sa thèse sur le négoce à Nantes entre 1750 et 1914, basé sur un important apport d'archives familiales inédites, puis un autre plus bibliographique, se voulant beaucoup plus global, traitant de toutes les traites négrières, à toutes les époques, et les comparant pour souligner que la traite atlantique a été minoritaire dans le total, malgré la grande hétérogénéité des sources disponibles selon les époques.

##### Le livre publié en 1996
Le livre de Pétré-Grenouilleau publié en novembre 2004 est le deuxième ouvrage de recherche de l'auteur sur la question des traites négrières, huit ans après le premier, publié en 1996, qui est un résumé de sa thèse d'histoire défendue en 1994, réécrite pour demander ce que les négriers nantais ont fait de leur argent,. Les deux ouvrages sont radicalement différents, par la méthode comme par le sujet : le livre de 2004 est une synthèse de bibliographie à vocation "globale", abordant toutes les traites, à toutes les époques et sur tous les continents alors que celui de 1996 est une étude approfondie, prenant appui sur une masse imposante d'archives inédites, toutes consacrées une période et une région très précise, le négoce à Nantes entre 1750 et 1914. Au printemps 2005, une revue spécialisée rappellera que le titre de ce livre, sans bibliographie, ne correspond pas au contenu de l'ouvrage.
Alors qu'en 1994, dans Slavery and Capitalism, l'historien Éric Williams avait défendu la thèse, en réalité initiée par Karl Marx dès le XIXe siècle, voulant que l’industrialisation de l’Europe ait été permise par les profits issus de la traite, Pétré-Grenouilleau, dans sa thèse L’Argent de la traite, reprend l'analyse inverse, formulée par Fernand Braudel, et de nombreux autres auteurs, dès les années 1980, mais de manière plus tranchée, pour rappeler que, dans le secteur qu'il a étudié, les armateurs négriers nantais n'ont pas investi dans l’industrie mais dans les biens fonciers et les dépenses de prestige, et de ce fait peu contribué à la Révolution industrielle.

##### Le livre publié en novembre 2004
Parfois présenté des années après dans les médias comme porteur de révélations sur l'ampleur de la traite interne à l'Afrique, pourtant étudiée par les historiens français dès les années 1970, le livre Les Traites négrières est peu discuté à sa publication en novembre 2004, faisant l'objet de rares articles spécialisés, commentant parfois son manque de rigueur ou ses démarches globalisantes recherchant une exposition médiatique. Le seul article dans la presse non-spécialisée parait dans Le Monde Economie du 23 novembre 2004.
Si la plupart des historiens, indignés des pressions sur leur liberté d'expression, soutiendront Olivier Grenouilleau quand le collectif.dom demandera sa suspension, certains restent par ailleurs réservés sur la rigueur de son approche "globale" ou sur les commentaires de presse qui vont peu à peu la présenter comme ayant révélé l'existence de la traite des esclaves interne à l'Afrique, sujet largement évoqué par les historiens français depuis au moins les années 1970.
L'auteur fustige dès l'introduction une « surprenante ignorance au sein même du monde académique » sur ces questions », mais pour Marc Ferro, l'historiographie francophone est en phase avec les évolutions des autres pays, grâce aux publications de Jean Mettas et Jean-Claude Nardin, et l'esclavage en Afrique y occupe une place importante,,,,.
Les historiens ont aussi analysé les interactions entre la traite atlantique et la traite interne africaine, dopée par les ventes ou échange d’armes à feu des Européens, qui « fatalement, généralisèrent les guerres, et les rendirent plus meurtrières », selon l'historienne Liliane Crété. Face à l'accroissement continu de la demande et des prix des esclaves, des razzias sont motivées par la recherche de prisonniers à livrer aux forteresses "de traite", bâties par les Européens sur le littoral africain, où sont emprisonnés les captifs en attendant qu'ils soient assez nombreux pour que des navires viennent les embarquer.
Deux mois après la publication, dans Le Monde, l'auteur rappelle que la traite intérieure africaine n'a cessé de croître depuis le XVe siècle et surtout prospéré au XIXe siècle, en bénéficiant, par un effet de transfert, de l'énorme investissement britannique dans la répression de la traite atlantique, interdite depuis 1807,. Selon l’historien Patrick Manning, source principale du livre concernant la traite intérieure africaine, c'est après 1850 que « les achats africains d'esclaves surpassèrent le volume combiné des esclaves exportés en Occident et en Orient » et Olivier Grenouilleau en vient, lui, à estimer que « l'Afrique noire n'a pas seulement été une victime de la traite », mais « l'un de ses principaux acteurs », a observé Thierry Portes, grand reporter au Figaro.
Dans ce premier entretien de presse, Grenouilleau prend la précaution de relativiser les chiffres sur la traite intérieure africaine qu'il reprend de Patrick Manning, en évoquant leur marge d'erreur de 25 %. Ces chiffres sont en fait des hypothèses mathématiques sur des migrations de personnes, et leur utilisation dans le livre sera dénoncée en 2012 par Manning, accusant Grenouilleau de s'en être servi pour dissocier la traite inter-africaine de la traite atlantique. En mai 2005, six mois après la sortie du livre, l'une de ces revues publie une critique d'un autre livre publié en 1996 par Olivier Grenouilleau, en estimant que son titre était « un peu trompeur », promettant un livre consacré à la traite, alors qu'il « s’agit d’un ouvrage centré sur les négociants de Nantes », version remaniée de sa thèse.
Les critiques les plus sévères du livre de 2004 viendront en 2007 et 2009, à chaque fois accompagnées de commentaires sur sa médiatisation jugée excessive[réf. nécessaire]. L'universitaire et militante associative Odile Tobner estime qu'il fut dans les grands médias, en particulier audiovisuels au début mars 2005, « unanimement porté aux nues par des critiques qui n’en avaient certainement pas lu dix pages » sur les 550, sur fond de « croisade entreprise alors pour le défendre contre toute contestation », systématiquement caricaturée sous le visage de « fanatiques persécuteurs des honnêtes scientifiques ». Elle reproche au Monde d'avoir publié le 6 mars 2005, dans un dossier interviewant Grenouilleau, un large bandeau : « 11 millions d’Africains furent déportés vers les Amériques de 1450 à 1867. Les traites orientales conduisirent à la déportation de 17 millions de personnes », sans citer ni source, ni précaution, ni la période très étendue de la seconde estimation.

## Débats politiques

### Le décret de février 2006, contesté par 40 députés
Alors que la tension reste forte à l'hiver 2005-2006 aux Antilles, un avis du Conseil constitutionnel, est demandé fin janvier 2006 par le président de la République Jacques Chirac, qui va s'en servir pour reculer: l'alinéa 2 de la loi de 23 février 2005, sur les aspects positifs de la colonisation à enseigner dans les programmes scolaires, est finalement supprimé par décret, la décision étant annoncée le 26 janvier. Des organisations de rapatriés d'Algérie et plusieurs leaders politiques font connaître leur mécontentement. En colère, 40 députés UMP demandent, le 6 mai 2006, dans une lettre ouverte au président de la République, que soit également retiré, « par souci d’égalité de traitement », l’article 2 de la loi Taubira portant, lui aussi sur les programmes scolaires.
Cherchant à désamorcer cette colère, Jacques Chirac fait un pas dans l'autre sens : il commande un rapport au Comité pour la mémoire de l'esclavage, présidé par Maryse Condé, reçoit à l'Elysée le 30 janvier, en prononçant un discours dont un paragraphe réfute « les accusateurs d’Olivier Pétré-Grenouilleau », selon l'historien, qui polémique à ce sujet avec le Comité de vigilance face aux usages publics de l'histoire est estimant que Jacques Chirac a ainsi critiqué la loi Taubira pour n'avoir « pas mentionné l’existence de la traite africaine et de la traite musulmane ».
Le discours présidentiel disait: « même si cela ne diminue en rien la responsabilité des pays européens, la mise en place de la traite (…) demandait une organisation, mais aussi des relais actifs dans les territoires dont étaient issus les esclaves ou dans des pays voisins ».

### "Repentance" et "pénitence" au menu de la présidentielle 2007

#### Le discours de Dakar en août 2007
Le "discours de Dakar" d'août 2007 comporte de nombreuses références à l'affaire Olivier Grenouilleau, prononcées par Nicolas Sarkozy et rédigées par son conseiller Henri Guaino, alors qu'il effectue une tournée africaine démarrée en Libye le 25 juillet pour remercier le dictateur Mouammar Kadhafi d'avoir rendu possible la libération des infirmières bulgares. Nicolas Sarkozy y souligne que la traite « fut un crime contre l'humanité toute entière » et que l'Afrique, « trop souvent (…) juge le présent par rapport à une pureté des origines totalement imaginaire ». Pour lui, le « drame de l'Afrique » vient du fait que « l'homme africain n'est pas assez entré dans l'Histoire. […] Le problème de l'Afrique, c'est qu'elle vit trop le présent dans la nostalgie du paradis perdu de l'enfance. […] Dans cet imaginaire où tout recommence toujours, il n'y a de place ni pour l'aventure humaine ni pour l'idée de progrès »,.
Lors de l'affaire Grenouilleau, alors qu'il était président de l'UMP, Nicolas Sarkozy avait demandé à l'avocat Arno Klarsfeld, fils de Serge Klarsfeld, un "travail approfondi sur la loi, l'histoire et le devoir de mémoire" et dans un entretien à Libération du 23 décembre 2005, suggéré de supprimer dans la loi l'ambiguïté de l'expression "outre-mer" pour tenter de concilier les voix des départements d'outre-mer et celles des rapatriés,.
Les deux animateurs de l'affaire Grenouilleau, Patrick Karam et Claude Ribbe, sont alors brouillés, le second reprochant au premier de s'être « servi des associations de l’Outre-mer comme d’un marchepied » pour « obtenir une petite boutique dans les communs de l’hôtel du secrétaire d’État à l’Outre-Mer », la Délégation interministérielle pour l'égalité des chances des Français d'outre-mer.

### Génocide arménien
Le 28 février 2012, le Conseil constitutionnel va censurer la loi de 2001 sur le génocide arménien, en se basant sur des considérations relatives à la liberté d’expression, décision perçue comme résultant de l’affaire Pétré-Grenouilleau.

## Débats historiographiques et références à l'affaire

### Les polémiques de mai 2006
Début mai, le journaliste Éric Conan, écrit dans L'Express un article essentiellement consacré aux traites esclavagistes qui perdurent sur le continent africain, dans lequel il évoque brièvement l'affaire Olivier Grenouilleau et soutient que la plainte contre l'historien n'aurait pas été déposée en raison de ses propos au JDD sur le génocide mais pour avoir écrit que « le commerce des esclaves était une routine sur le continent noir bien avant l'arrivée des négriers européens » dans son livre.
Cinq jours après, le quotidien Le Monde accuse l'historienne Françoise Vergès, fille du député PCF réunionnais Paul Vergès et vice-présidente du Comité pour la mémoire de l'esclavage, d'avoir considéré dans son livre que la part des esclavagistes d'Afrique noire et du monde musulman dans les traites négrières ne « serait que marginale », une interprétation qui repose sur le fait qu'elle en a donné une description les ramenant à leurs liens avec la traite atlantique, en écrivant qu'« il est évident qu'un commerce qui dure plusieurs siècles et met en relation plusieurs mondes et plusieurs économies entraîne des complicités ». Dans ce texte, elle déclare que « l'esclavage est un crime contre l'humanité, pas un génocide », mais estime qu' « il faut sortir des querelles de chiffres et des concurrences morbides ».
Les critiques des médias vont peu à peu s'étendre à Christiane Taubira, que l'éditorialiste Brice Couturier va interpeller en lui reprochant de « n'évoquer qu’en passant » la traite orientale, qui selon lui « a été longtemps l’objet d’un déni » qui a « des conséquences graves », car « plusieurs millions de personnes connaissent encore la condition d’esclave à travers le monde ».

### Avancées dans l'histoire des esclaves de la Jamaïque
À l'automne 2006, des études et publications montrent que l'ampleur et la brutalité de la traite transatlantique ont été à l'époque plutôt sous-estimés que surestimés par les abolitionnistes, comme l'affirmait le livre d'Olivier Grenouilleau. Elles font avancer la recherche sur les nègres marrons de Jamaïque, première destination des traites négrières à la fin du XVIIe siècle,.

### L'essai de Pascal Bruckner fin 2006
En octobre 2006, le philosophe Pascal Bruckner publie un « Essai sur le masochisme occidental », intitulé La Tyrannie de la pénitence, où selon la critique, il aborde les thématiques d'Olivier Grenouilleau, qu'il cite, et explique que « l'Européen lambda, convaincu désormais d'être un grand criminel, est devenu indulgent envers les dictatures et intransigeant envers les démocraties, hypersensible à nos fautes et aveugle aux crimes des autres ». Selon Yvens Gounion, professeur en relations internationales à l'IEP de Paris, cette posture est d'autant plus importante qu'elle devient quelques mois après celle de Nicolas Sarkozy lors de la campagne pour l'élection présidentielle de 2007 et qu'elle rappelle celle adoptée par une partie de la population en Allemagne, qui souhaite « tirer un trait sur l'Holocauste ».

### Points de vue divers
L'universitaire Odile Tobner, spécialiste de la littérature française du XVIIe siècle siècle, apporte en 2007 un nouvel éclairage sur l'œuvre d'Olivier Grenouilleau, en rappelant qu'il a écrit dès 1997 un Que sais-je ? sur les traites négrières, aux affirmations contestables et non étayées, affirmant par exemple que « la nature polygame des sociétés africaines » a permis « d’annuler en bonne partie » l'impact de ces traites sur la démographie,, dans le but d'affirmer que cet impact sur la croissance économique africaine aurait été faible, dans le sillage de sa thèse de 1994, démontrant un faible impact des profits de la traite nantaise sur l'industrialisation de la région.
En détaillant d'autres passages, comme ceux caricaturant ou ignorant l'historiographe des traites négrières, Odile Tobner estime qu'il ne fait que reprendre des thèses exprimées dans Afrique, l’histoire à l’endroit, publié en 1989 par l'historien africaniste Bernard Lugan, dont la promotion en 2001 avait provoqué « la colère des associations et […] une pétition signée par plus de cinquante africanistes français ».
Odile Tobner reproche à Olivier Grenouilleau de reprendre, sans aucun recul, des « projections mathématiques » pour en faire des chiffres « péremptoires », et soutient que les millions d'esclaves issus de la traite orientale sur onze siècles ne « se sont fondus dans les populations arabes », sans doctrine ou législation raciste, que parce qu'ils y étaient très minoritaires. Elle observe que l'auteur dénonce « le portrait apocalyptique » tracé de la traite au XVIIIe siècle, avec des « taux d’entassement », « souvent exagéré par les abolitionnistes », mais sans apporter; selon elle; aucune preuve ou référence de cette exagération, et en semblant considérer que ce mouvement abolitionniste est né par génération spontanée, ou par la supériorité morale de l'Europe, sans jamais envisager l'hypothèse, pourtant la plus vraisemblable, qu'il découle simplement de la brutalité spécifique à la traite atlantique. Relevant qu'Olivier Grenouilleau écrit qu'aux États-Unis, « la force de la minorité noire s’explique surtout par la tendance à l’endogamie et par une forte natalité » après l'abolition de l'esclavage en 1865, elle estime que ce terme d'endogamie est un euphémisme pour taire la ségrégation raciste qui a perduré.

### Les critiques de Patrick Manning en 2012
En 2012, dans un entretien à une revue scientifique française, l'historien américain Patrick Manning, abondamment cité par Olivier Pétré-Grenouilleau pour donner des estimations en millions de chacune des traites négrières, critique la façon dont le Français a utilisé et vulgarisé son travail. Selon lui, l'historien français a puisé dans son livre de 1990, Slavery and African Life, des estimations statistiques sur les populations en Afrique et sur la mise en esclavage afin d'affirmer « que le commerce transatlantique des esclaves organisé par les Français était négligeable par rapport à l’ampleur de l’esclavage sur le continent africain ». Il dénonce « ces tentatives visant à dissocier l’esclavage transatlantique de l’esclavage africain », révèle avoir été en contact en 2005 avec l’écrivain Claude Ribbe, qui a joué un rôle important dans cette affaire, et n'avoir rencontré Pétré-Grenouilleau qu’en 2010, la conférence organisée à Paris en 2005, à laquelle ce dernier l'avait invité, ayant été annulée à cause de la polémique. Patrick Manning critique aussi l'affirmation par Olivier Pétré-Grenouilleau qu'il a publié dans Les traites négrières la première histoire globale de ce phénomène, alors que son propre livre et celui de François Renault et Serge Daget, Les traites négrières en Afrique, datant de 1985, l'ont précédé.

### L'affaire Christine Angot en 2019
Les références à Olivier Grenouilleau ou la polémique de 2005 restent nombreuses en 2018-2019. La chroniqueuse et essayiste Céline Pina, principalement connue pour sa critique de l'islamisme, estime qu'il a eu pour seul tort de rappeler que les traites africaines et arabo-musulmanes ont non seulement existé aussi, mais ont été encore plus massives que la traite transatlantique, ce qui est nié par toute une partie de la « logorrhée indigéniste ».
Puis c'est l'écrivaine Christine Angot, dans l'émission On n'est pas couché du 1er juin 2019, qui déclenche un tollé en déclarant que la traite des Noirs était « exactement le contraire » de la Shoah, car les esclaves devaient être « en bonne santé » à leur arrivée. Cette polémique, estime l'historienne Myriam Cottias dans Les Inrockuptibles, rappelle la controverse qui a divisé « la communauté des historien.nes sur les lois mémorielles en 2005 »,.

### La fiction mettant en scène Danièle Obono
La députée LFI Danièle Obono n'est pas intervenue dans l'affaire Grenouilleau et ne figure pas parmi les groupes et personnalités décolonialistes dont 80 intellectuels ont déploré en juillet 2020, qu'ils soient accueillis dans les prestigieux établissements universitaire en estimant que ces lieux « ne doivent plus être utilisées contre la République ». Malgré cela, Danièle Obono est accusée en septembre 2020 par le magazine d'extrême-droite Valeurs actuelles de nier l'existence de la traite esclavagiste interne au continent africain, dans une fiction qui la représente, en première page du journal, nue et enchaînée, dans le rôle d'une esclave vendue par des Africains au XVIIIe siècle. Tous les partis politiques y dénoncent une publication raciste. L'historien Édouard Husson voit dans ces condamnations le résultat d'une opération politique et effectue un lien avec la parution de l’histoire globale de la traite des Noirs par Olivier Pétré-Grenouilleau, estimant que grâce à lui, « on sait (…) que les peuples d’Afrique eux-mêmes ont contribué à la réduction en esclavage de leurs frères humains » et que la « la fiction de Valeurs Actuelles est une autre manière de rappeler ce que les militants racialistes ne veulent pas entendre ». Une plainte pénale de la députée à la sortie de la caricature fut déposée. En septembre 2021, la justice condamne le magazine Valeurs Actuelles[réf. nécessaire].